# Agostinho Neto
António Agostinho Neto (ur. 17 września 1922 w Ícolo e Bengo, zm. 10 września 1979 w Moskwie) – angolski lekarz, polityk i poeta, w latach 1975–1979 pierwszy prezydent niepodległej Angoli.

## Życiorys
Edukację podstawową pobierał w szkółce misyjnej metodystów. Sławę zyskał w 1948 roku po publikacji tomu wierszy. Należał do ruchu kulturowego Odkrywamy Angolę (port. Vamos descubrir Angola), mającego na celu powrót do korzeni oraz odkrywanie tradycyjnej, ludowej kultury Angoli. W trakcie studiów medycznych w Lizbonie zaangażował się w działalność polityczną i jako przeciwnik portugalskiego dyktatora António Salazara był wielokrotnie aresztowany. W 1959 roku powrócił do kraju i rozpoczął pracę lekarską. W czerwcu 1960 roku został zatrzymany w obecności swoich pacjentów za działalność opozycyjną wobec władz kolonialnych. W obronie Neto doszło do protestów obywatelskich krwawo stłumionych przez policję, funkcjonariusze otworzyli ogień w stronę demonstrantów w wyniku czego zginęło i zostało rannych 200 osób. Kolejne dwa lata spędził w więzieniu we współczesnej Republice Zielonego Przylądka (wówczas portugalskiej kolonii), gdzie spisał nowy tom wierszy. W 1962 roku zbiegł z więzienia i przedostał się do Maroka. Tam dołączył do angolskich uchodźców politycznych. Pod koniec 1962 roku został wybrany przewodniczącym Ludowego Ruchu Wyzwolenia Angoli (MPLA). W tym czasie spotkał się w Zairze z przywódcą konkurencyjnego Narodowego Frontu Wyzwolenia Angoli (FNLA) Holdenem Roberto, dyskusja zakończyła się wzajemnymi oskarżeniami. W 1965 roku w trakcie wojny o niepodległość spotkał się z rewolucjonistą Che Guevarą u którego wynegocjował wysłanie do Angoli kubańskich doradców wojskowych wspierających MPLA.
W 1975 roku proklamował niepodległość Ludowej Republiki Angoli, której został prezydentem. Deklaracji niepodległości nie uznała FNLA i Narodowy Związek na rzecz Całkowitego Wyzwolenia Angoli, które rozpętały wojnę domową. Po stronie rebeliantów interweniowały wojska Zairu i RPA. Oddziały wierne Neto na początku 1976 roku opanowały większość kraju, zmuszając przy tym siły RPA i Zairu do wycofania się z kraju. W tym samym roku republika ludowa została przyjęta do ONZ i Organizacji Jedności Afrykańskiej. Od 1977 roku kontynuowana była kampania rebeliancka.
Rządy Neto charakteryzowały reformy utrzymane w lewicowym stylu i utrzymywanie rządów jednopartyjnych. W polityce zagranicznej zbliżył się on do tzw. państw frontowych Afryki Południowej, Kuby i ZSRR. Prezydent wyrażał poparcie dla ruchów czarnej ludności w okolicznych państwach. 
W 1977 roku doszło do próby zamachu stanu przeprowadzonego przez ministra spraw wewnętrznych, Nito Alvesa. Minister odrzucał umiarkowaną linię prezydenta Neto (ewolucyjny socjalizm, niezaangażowanie, równość praw wszystkich ras). Zamach nie udał się, jednak w jego wyniku Neto zrezygnował z pomocy i współpracy ze Związkiem Radzieckim, NRD i Kubą. Został też przywódcą MPLA i nawiązał stosunki dyplomatyczne z tzw. krajami zachodnimi. Zmarł w poniedziałek, 10 września 1979 roku w Moskwie po podróży do Związku Radzieckiego, gdzie przeszedł operację raka i zapalenia wątroby. W chwili śmierci nie ukończył 57. roku życia. Neto długo walczył z rakiem trzustki, a także przewlekłym zapaleniem wątroby, które ostatecznie doprowadziło do jego śmierci. Neto wielokrotnie odwiedzał Związek Radziecki w celu leczenia ze względu na wysoki poziom tamtejszej służby zdrowia. Niewiele osób wiedziało o jego pogarszającym się stanie zdrowia, ponieważ on i bliscy współpracownicy uważali, że lepiej ukryć tę informację, aby nie okazywać słabości. Biuro polityczne partii ogłosiło 45-dniowy okres żałoby narodowej w kraju, opuszczono flagi do połowy masztu i zawieszono wydarzenia rozrywkowe i sportowe, podczas gdy wysoko postawiona delegacja udała się do Moskwy, aby eskortować ciało prezydenta z powrotem do Luandy. Żałobę ogłoszono również m.in. w Brazylii (3 dni) i Jugosławii (1 dzień). W pogrzebie państwowym uczestniczyły tłumy ludzi, w tym zagraniczne delegacje m.in. prezydent Portugalii António Ramalho Eanes czy prezydent Zambii Kenneth Kaunda. Po śmierci w 1979 roku został zastąpiony na stanowisku przewodniczącego MPLA oraz głowy państwa przez José Eduarda dos Santosa.

## Odznaczenia
- Order Amílcara Cabrala 1 klasy (Republika Zielonego Przylądka, 2023, pośmiertnie)[15]